# Karl Weller (Politiker)
Karl Weller (* 11. September 1885 in Wien; † 2. Jänner 1964 in Salzburg) war ein österreichischer Politiker (VF), Gutsbesitzer und Offizier. Er war 1934 kurzfristig Mitglied des Bundesrates und von 1934 bis 1938 Abgeordneter zum Oberösterreichischen Landtag.

## Leben
Weller absolvierte nach dem Besuch der Oberrealschule den Abiturientenlehrgang der Handelsakademie in Wien und leistete danach seinen Militärdienst ab. Er besuchte dabei von 1905 bis 1906 die Einjährig-Freiwilligenschule und legte 1908 die Ergänzungsprüfung zum Berufsoffizier ab. Er war ab 1909 Offizier im k. u. k. Dragonerregiment Nr. 2 und stieg 1917 zum Rittmeister auf. Des Weiteren war Weller im Besitz von Schloss und Gut Oberweis bei Gmunden und zwei Mal verheiratet.
Nach dem Ende des Ersten Weltkriegs wurde Weller Führer der Heimwehr im Salzkammergut und übernahm 1936 die Führung der Bezirksleitung Gmunden in der Vaterländischen Front. Des Weiteren war er von 24. April 1934 bis zum 2. Mai 1934 kurzfristig Mitglied des Bundesrates (IV. Gesetzgebungsperiode) und danach zwischen dem 1. November 1934 und dem 18. März 1938 Abgeordneter zum Oberösterreichischen Landtag (XV. Wahlperiode), wobei er in dieser Phase des Austrofaschismus den Stand der Land- und Forstwirtschaft im Landtag vertrat. Zudem war Weller Mitglied des Verwaltungsrates der Oberbank.
Nach dem „Anschluss Österreichs“ an das Deutsche Reich wurde Weller aus politischen Gründen 1938 inhaftiert.